# Dichorda latipennis
Dichorda latipennis är en fjärilsart som beskrevs av George Duryea Hulst 1898. Dichorda latipennis ingår i släktet Dichorda och familjen mätare. Inga underarter finns listade i Catalogue of Life.